# バル・コクバの乱
バル・コクバの乱（バル・コクバのらん、ヘブライ語: מֶרֶד בַּר כּוֹכְבָא, ラテン文字転写: Mereḏ Bar Kōḵḇāʾ）は、2世紀にローマ帝国支配に対して起きたユダヤ属州での反乱であり、ユダヤ人側の指導者の名からこのように呼ばれる。
なお、66年からの反乱（いわゆるユダヤ戦争）を「第一次ユダヤ戦争」とするのに対して、この戦争を「第二次ユダヤ戦争」と称することもある（イタリア語では、キトス戦争 （115年 - 117年）を第2次と考え、第3次ユダヤ戦争 Terza guerra giudaica と呼ぶ。）。

## 経緯

### 勃発まで
第一次ユダヤ戦争の後もユダヤ人たちの反ローマ感情と独立願望は高まっていた。115年から117年にかけて皇帝トラヤヌス率いるローマ軍がパルティア戦争で東に動いた隙をついて、ユダヤ本国だけでなく、キレナイカ・エジプト・キプロス・メソポタミアなどのディアスポラのユダヤ人たちも、東地中海各地で同時多発蜂起を起こしている（キトス戦争 ）。こういったユダヤ人の鬱憤が指導者を得ることで爆発したのがバル・コクバの乱であった。
その頃、シメオンという男が自分こそはユダヤ民族を救う救世主（メシア）であると言い始めた。これに対して当時のユダヤ教の精神的指導者ラビ・アキバ・ベン・ヨセフが支持を表明したことから人々の期待が一気に高まる。当時のユダヤ教思想の中に救世主待望論が持たれ続けていたのである。その救世主は政治的な指導者であり、人々を異民族の支配から解放してくれる人物であると人々は疑わなかった、と言われる（福音書には、イエス・キリストに政治的な指導者であることを求める人々に対し、それをたとえ話の形で否定するイエスの姿が描かれている）。シメオンは「星の子」（バル・コクバ）というメシア称号を自称するようになる。
きっかけは130年のハドリアヌス帝の巡幸であった。彼は精力的に帝国領内を巡ったが、70年のエルサレム攻囲戦でローマ軍に破壊されたまま荒れ果てていたエルサレムにも足を伸ばした。彼はユダヤ人たちに同情し、エルサレムの再建・修復を約束した。しかし、自分たちの聖地エルサレムが「アエリア・カピトリナ」という名前に変えられること、およびその計画にエルサレム神殿跡地にユピテル神殿を立てることも含まれていることが判明するとユダヤ人の怒りが爆発した。また、モーセ以来、神との契約のしるしであった割礼を時代遅れの野蛮行為として禁止しようとしたことなどもユダヤ人には耐えられないことであった。
ラビ・アキバの尽力によって最高法院も反乱の実行を計画。第一次ユダヤ戦争の問題点を徹底的に研究した上で、バル・コクバをリーダーとして対ローマ反乱に踏み切った。

### 「イスラエルの復興」
当初、この反乱計画はスムーズに進行し、各地でローマ軍の守備隊を打ち破り、ユダヤの支配権を取り戻すことに成功した。2年半にわたって、バル・コクバは政治的指導者の座に収まり、ラビ・アキバが宗教的指導者となるユダヤ的支配構造が確立された。彼らは「イスラエルの復興」を宣言し、コインを鋳造し、神殿の再建を計画した。
しかし、不意打ちを食らったローマ軍も決して事態を静観していなかった。ハドリアヌス帝はブリタンニアから勇将ユリウス・セウェルスを召喚し、ドナウ川流域に駐留していた軍団を与えてユダヤへと出動させていた。ユダヤ人は意気盛んで戦闘は困難であったが、ローマ軍団は着々とユダヤ各地を再征服していき、ついに135年にエルサレムを陥落させることに成功した。
バル・コクバは戦死し、ラビ・アキバは首謀者として捕らえられ処刑された。多数のユダヤ人の死と完全に廃墟となったエルサレム、荒れ果てたユダヤ全土を残して反乱は終結した。

### 戦後処理
ハドリアヌス帝はユダヤの不安定要因はユダヤ教とその文化にあると考え、その根絶を図った。ユダヤ暦の廃止が命じられ、ユダヤ教指導者たちは殺害された。律法の書物は神殿の丘に廃棄され、埋められた。さらにエルサレムの名称を廃して「アエリア・カピトリナ」とし、ユダヤ人の立ち入りを禁じた。紀元4世紀になって初めてユダヤ人は、決められた日のみに神殿跡の礎石（いわゆる嘆きの壁）の前に立つことを許された。ハドリアヌス帝は徹底的にユダヤ的なものの根絶を目指し、属州ユダヤの名を廃して、属州「シリア・パレスティナ」とした。これはユダヤ人の敵対者ペリシテ人の名前からとったものである。現代まで続くパレスティナの名前はここに由来している。